# 讓·馬里·德斯皮奧
讓·馬里·德斯皮奧（法語：Jean Marie Despiau，？—1824年），法國醫生，後來成為越南阮朝的一名士大夫。
出生在吉倫特省的巴扎斯。1795年，自澳門來到交趾支那。他成為了阮福映（後來的嘉隆帝）的私人醫生。:105後來在1802年，他成為阮朝的御醫直至逝世。
德斯皮奧受到嘉隆帝的信任。1802年，嘉隆帝接受他的建議，組織了對原住民的醫療援助，並在越南全境建立省級醫師，對得病者、年長者、無法治癒者、體弱者和貧困者進行治療。他被描述為一個對政治一點也不感興趣的人。在明命帝繼承皇位後，他繼續受到新皇帝的喜愛。1820年，他被派往澳門尋求人痘接種法。